# In Our Heads
In Our Heads è il quinto album in studio del gruppo musicale inglese Hot Chip, pubblicato nel 2012.

## Tracce
1. Motion Sickness – 5:21
2. How Do You Do? – 4:45
3. Don't Deny Your Heart – 4:31
4. Look at Where We Are – 3:59
5. These Chains – 4:16
6. Night & Day – 4:31
7. Flutes – 7:05
8. Now There Is Nothing – 4:00
9. Ends of the Earth – 5:41
10. Let Me Be Him – 7:41
11. Always Been Your Love – 5:04

## Classifiche
| Classifica (2012) | Posizione raggiunta |
| ----------------- | ------------------- |
| Australia         | 19                  |
| Regno Unito       | 14                  |
| Stati Uniti       | 62                  |